# 8. СС коњичка дивизија Флоријан Гајер
8. СС коњичка дивизија Флоријан Гајер је била немачка Вафен-СС коњичка дивизија. У марту 1944. године у назив је додато име Флоријана Гајера (1490—1525), франконијског племића који је водио у немачкој традицији популарну Црну чету током Сељачког рата.
Дивизија је формирана 1942. године од раније постојећих коњичких формација Вафен-СС-а. Око 40% људства чинили су фолксдојчери из Ердеља и Баната.
Тренажни батаљон ове дивизије учествовао је у гушењу побуне у Варшавском гету 1943. године.
Дивизија се борила на Источном фронту на подручјима као што су између осталих Брјанск и Вјазма. Учествовала је и у борбама на Балкану и коначно у Будимпешти где је и уништена од стране Црвене армије.